# Konijn met pruimen
Konijn met pruimen (Frans: Lapin aux pruneaux) is een Belgisch gerecht op basis van konijnenvlees dat meestal in de winter wordt opgediend. Vaak wordt het konijnenvlees in bier gestoofd. Er kunnen behalve de pruimen verschillende andere ingrediënten naar keuze worden toegevoegd.

## Konijnenvlees
In de eerste helft van de 20e eeuw was het konijn een belangrijke bron van vlees en energie voor het armere deel van de bevolking. Vandaag de dag is het konijn heel wat minder prominent aanwezig op het menu, hoewel het een van de weinige vleessoorten is die nog ambachtelijk gekweekt worden.